# Packera castoreus
Packera castoreus là một loài thực vật có hoa trong họ Cúc. Loài này được (S.L.Welsh) Kartesz mô tả khoa học đầu tiên năm 1999.